# Xylomedes turcica
Xylomedes turcica är en skalbaggsart som beskrevs av Pierre Lesne 1941. Xylomedes turcica ingår i släktet Xylomedes och familjen kapuschongbaggar. Inga underarter finns listade i Catalogue of Life.